# Bryoptera subbrunnea
Bryoptera subbrunnea là một loài bướm đêm trong họ Geometridae.